# SagDEG
SagDEG (forkortelse for Sagittarius dwarf elliptical galaxy) er en elliptisk dværggalakse, der er i polart omløb om vor egen galakse Mælkevejen ca. 50.000 lysår fra Mælkevejens centrum, svarende til ca. halvdelen af afstanden til Store Magellanske Sky.  Dværggalaksen består af fire stjernehobe, og er ca. 10.000 lysår i diameter og befinder sig for øjeblikket 70.000 lysår fra Jorden. 
Dværggalaksen har flere gange passeret gennem Mælkevejens rotationsplan.